# Josef Slabý (generál)
Josef Slabý (20. srpna 1912 Černčice – 22. dubna 2003 Praha) byl český a československý voják, účastník protinacistického odboje, náčelník Správy vojenských lázeňských a rekreačních zařízení Ministerstva obrany Československa Československé lidové armády, oběť politických čistek v Československé lidové armádě.

## Životopis
V letech 1929–1933 vystudoval obchodní akademii v Hradci Králové. Od roku 1934 do roku 1935 studoval na Škole důstojníků hospodářské služby v Praze. Vojákem z povolání v hodnosti poručíka se stal v roce 1935. Zastával funkci velitele skladu a to až do rozpuštění československé armády a jeho propuštění do civilu v červnu 1939. Následně odešel do Polska a v roce 1940 byl internován v Sovětském svazu. Po propuštění ve stejném roce se přesunul do Francie. Po obsazení Francie nacistickým Německem byl evakuován do Spojeného království, kde pracoval od května 1940 do července 1943 na exilovém Ministerstvu národní obrany v Londýně, jako proviantní důstojník. Na vlastní žádost byl v listopadu 1943 odeslán se skupinou československých důstojníků do Sovětského svazu, kde 17. listopadu 1943 v Sově vstoupil do československé vojenské jednotky ve funkci náčelníka týlu 1. československého armádního sboru. Dne 7. března 1945 byl povýšen do hodnosti majora hospodářské služby, následně byl již v osvobozené republice 10. května 1945 povýšen do hodnosti podplukovníka. Při vojenské přehlídce 17. května 1945 v Praze byl pověřen velením motorizované části 1. československého armádního sboru. V letech 1946–1947 absolvoval Vojenskou akademii generálního štábu K. J. Vorošilova v Moskvě. Dne 18. října 1948 byl povýšen do hodnosti plukovníka. V lednu 1950 byl komunistickým režimem zatčený a propuštěný z armády, zároveň byl degradován do hodnosti vojína a uvězněn. Prošel pracovními tábory Mírov a Jáchymov. Po propuštění v roce 1955 byl znovu povolán do armády a 6. května 1955 povýšen do hodnosti generálmajora. Jako vojenský teoretik publikoval ve vojenských časopisech. Do důchodu odešel v květnu 1975 z funkce náčelníka Správy vojenských lázeňských a rekreačních zařízení Ministerstva národní obrany.
Po roce 1989 plně rehabilitován. Za svou účast na frontách druhé světové války byl mnohokrát vyznamenán.

## Vyznamenání
- Československý válečný kříž 1939
- Československá medaile Za chrabrost před nepřítelem
- Československá medaile za zásluhy I. stupně
- Pamětní medaile československé armády v zahraničí
- Řád práce
- Řád rudé zástavy
- Řád rudé hvězdy
- Řád vlastenecké války I.a II. stupně, (Sovětský svaz)